# フランソワ・アポロ
フランソワ・アポロ（François Appolot, 生年月日不明 - 2006年以降の消息不明）は、第二次世界大戦期フランスの軍人で、独ソ戦の間はドイツ国（ナチス・ドイツ）の国防軍（海軍）と武装親衛隊に所属したフランス人義勇兵。

第二次世界大戦初期はフランス陸軍第28要塞歩兵連隊（28ème RIF）の上級軍曹であり、1940年6月、フランスの戦いでドイツ軍の捕虜となった。
1942年末、ナチス・ドイツの外国人労働者になることを選んで捕虜収容所から釈放され、東プロイセンのドイツの軍港で労働に従事。後にとある理由で職場の上司を激怒させ、強制収容所に入るか軍隊（ドイツ国防軍）に入るかの選択を迫られた結果、フランス人義勇兵という建前でドイツ海軍（Kriegsmarine）へ入隊。1944年9月、再編成に伴って武装親衛隊（Waffen-SS）へ移籍した。

第33SS所属武装擲弾兵師団「シャルルマーニュ」（33. Waffen-Grenadier-Division der SS „Charlemagne”）では師団司令部直属エリート歩兵中隊「名誉中隊」（Compagnie d'Honneur）の第1小隊長を務め、1945年2月下旬の東部戦線・ポメラニアへ出陣。2月25日午後、エルゼナウ（Elsenau、現オルシャノボ(Olszanowo)）の戦いで「シャルルマーニュ」師団司令部に迫ったソビエト赤軍戦車部隊のうち少なくとも2輌のT-34を撃破した。

独ソ戦の最終局面である1945年4月末、「シャルルマーニュ」師団の生存者の中で戦闘継続を希望した約300名の将兵の1人となり、「フランスSS突撃大隊」（Französische SS-Sturmbataillon）に配属された「戦術学校」（Kampfschule）の第2分隊長としてベルリン市街戦に参加。市街戦中にパンツァーファウストを用いた近接戦闘で赤軍戦車を合計6輌撃破した。最終階級はSS所属武装曹長（Waffen-Oberscharführer der SS）。

## 第二次世界大戦初期～中期

### フランス軍時代
生年月日・生誕地不明のフランス軍人フランソワ・アポロは、第二次世界大戦初期の時点ではフランス陸軍第28要塞歩兵連隊（28ème Régiment d'Infanterie de Forteresse (28ème RIF)）の上級軍曹（Sergent-chef）であった。
1940年6月、アポロはフランス国内へ侵攻していたドイツ軍の捕虜となり、同じく捕虜となった他のフランス軍将兵約200万名と共にドイツ国内の捕虜収容所へ送られた。

### ドイツ海軍入隊までの経緯
ドイツ軍の捕虜となってから2年数ヶ月以上の時が経過した1942年末、フランソワ・アポロは自発的な外国人労働者（Freiarbeiter）になることを選び、捕虜収容所から釈放された。労働を希望して収容所から釈放された外国人捕虜の大半はナチス・ドイツ領内のヨーロッパ各地に送られ、アポロは東プロイセンのピラウ（Pillau）やケーニヒスベルク（Königsberg）の港湾施設（軍港）で働き始めた。
ある日（正確な年月日は不明）の午後、アポロの職場のドイツ人親方（Schichtmeister）はその日の仕事を早々に片付け、普段より1時間早く帰宅した。そして自室に入った親方が目にしたものは、妻と「よろしくやっている」若いフランス人労働者フランソワ・アポロの姿であった（アポロは親方が普段より1時間早く帰宅するとは予想していなかった）。自分の妻に手を出されて激怒した親方はアポロを捕まえ、罰として次の選択肢を突きつけた。
1. 強制収容所（Konzentrationslager）に入る
2. ドイツの軍隊であるドイツ国防軍（Wehrmacht）に入る

こうして、フランソワ・アポロはドイツ国防軍に入ることを選び、フランス人義勇兵という建前でドイツ海軍（Kriegsmarine）へ入隊した。

### ドイツ海軍時代
ドイツ海軍入隊後、1944年5月～6月の間にフランソワ・アポロは他のドイツ海軍フランス人義勇兵と同様にアルザスのゼンハイム親衛隊訓練施設（SS-Ausbildungslager Sennheim）駐屯中のドイツ海軍第28海軍基幹（訓練）大隊（Schiffsstammabteilung 28）第6中隊に配属され、6～8週間に渡る過酷な訓練（肉体鍛錬・基本教練）を受けた。
ゼンハイムでの訓練期間終了後の1944年7月1日、訓練の次の段階へ進むために第6中隊はドイツ西部の都市デュースブルク（Duisburg）へ送られた。ここで第6中隊は名称を「第2中隊」に変更され、ドイツ海軍フランス人義勇兵たちは数ヶ月間に渡って武器教練、海軍の専門訓練、湖や河川におけるボート操縦訓練を受けた。
なお、この時期のアポロの同僚（戦友）のドイツ海軍フランス人義勇兵の1人に、後にアポロと同じく武装親衛隊フランス人義勇兵として1945年4月末のベルリン市街戦に至るまで戦い続け、フランス人初の騎士鉄十字章受章者となるウジェーヌ・ヴォロ（Eugène Vaulot）がいる。

## 1944年9月　武装親衛隊への移籍
1944年9月、ドイツ陸軍・ドイツ海軍・武装親衛隊・その他の組織に所属するフランス人義勇兵の再編・統合に伴い、ドイツ海軍フランス人義勇兵は1944年9月16日付で武装親衛隊の新設のフランス人義勇兵旅団（後の第33SS所属武装擲弾兵師団「シャルルマーニュ」）へ移籍した。これによってフランソワ・アポロも武装親衛隊へ移籍し、正確な日付は不明であるがSS所属武装曹長（Waffen-Oberscharführer der SS）に任官した。

SS所属武装擲弾兵旅団「シャルルマーニュ」内においてドイツ海軍出身者の配属先は特に限定されていなかったが、大多数は旅団本部通信中隊、衛生中隊、工兵中隊、そして旅団随一のエリート歩兵中隊「警備・訓練中隊」（Wach-und Ausbildungskompanie）に配属された。フランソワ・アポロ武装曹長とウジェーヌ・ヴォロ武装伍長は創設直後の警備・訓練中隊へ配属され、それぞれ1個小隊の指揮を委ねられた（アポロは第1小隊長を、ヴォロは第2小隊長を務めた）。

## 1945年2月下旬　ポメラニア戦線

### 2月25日　エルゼナウの戦い
1945年2月、フランソワ・アポロ武装曹長は第33SS所属武装擲弾兵師団「シャルルマーニュ」（33. Waffen-Grenadier-Division der SS „Charlemagne”）師団司令部直属エリート歩兵中隊「名誉中隊」（Compagnie d'Honneur）（旧称：警備・訓練中隊）の第1小隊長として東部戦線のポメラニアへ出陣した。
アポロは共産主義（ソビエト連邦）と戦うためにドイツの軍隊（国防軍・武装親衛隊）へ志願入隊したフランス人「義勇兵」とは言い難い経歴の人物であったが、このポメラニア戦線では1人の軍人としての卓越した戦闘技術、部下を率いる指揮官としての素質、敵を前にして怯まない勇気を示した。
2月25日午後、「シャルルマーニュ」師団司令部が置かれているエルゼナウ（Elsenau、現オルシャノボ(Olszanowo)）村へ赤軍戦車部隊（少なくとも14輌以上の敵戦車）が迫った。この時、村を防衛する師団名誉中隊の中隊長ヴィルヘルム・ヴェーバーSS中尉（SS-Ostuf. Wilhelm Weber）、第2小隊長ウジェーヌ・ヴォロ武装伍長、その他の将兵と同様に第1小隊長アポロ武装曹長は奮戦し、単独でT-34を2輌撃破するという戦果を挙げた（その後、アポロは戦闘中に負傷するも戦い続け、2度目の負傷でようやく救護所へ後送された）。

## 1945年3月～4月　「シャルルマーニュ」師団再編

### 戦術学校
大損害を被ってポメラニア戦線から撤退した「シャルルマーニュ」師団の生存者は、1945年3月中旬から4月中旬の間にドイツ北部地域で1個連隊としての再編成に着手した。これに伴ってフランソワ・アポロ武装曹長が所属する名誉中隊は「戦術学校」（Kampfschule）と名称を改め、一兵卒に至るまで戦闘継続を希望した戦術学校には再編後の「シャルルマーニュ」師団（連隊）内で最初に迷彩服が支給された。
1945年4月初旬、「シャルルマーニュ」師団戦術学校隊員の1人エミール・ジラール武装伍長（W-Uscha. Émile Girard）が先のポメラニア戦線・エルゼナウの戦いで持ち場から逃げ出した（敵前逃亡した）ことを理由に軍法会議で死刑を宣告された時、フランソワ・アポロ武装曹長は戦術学校隊員から成る銃殺隊の指揮を委ねられた。そして1945年4月19日から20日にかけての夜、ドイツ北部の町村カルピン（Carpin）の墓地においてアポロはジラール武装伍長の銃殺刑を執行した。

### 1945年4月24日　ベルリンへの出発
1945年4月24日、「シャルルマーニュ」師団（連隊）の生存者の中で戦闘継続を希望した約300名の将兵で構成された「フランスSS突撃大隊」（Französische SS-Sturmbataillon）が、ソビエト赤軍に包囲されているドイツ国首都ベルリン（Berlin）へ出発した。この時、フランソワ・アポロ武装曹長は戦術学校（ヴィルヘルム・ヴェーバーSS中尉）の第2分隊長（2. Truppführer）としてベルリンへ向かった。

## 1945年4月　ベルリン市街戦

### 赤軍戦車6輌撃破
1945年4月末のベルリン市街戦において、戦術学校の分隊長フランソワ・アポロ武装曹長はフランスSS突撃大隊の将兵の中でも屈指の「戦車殺し」の1人となった。

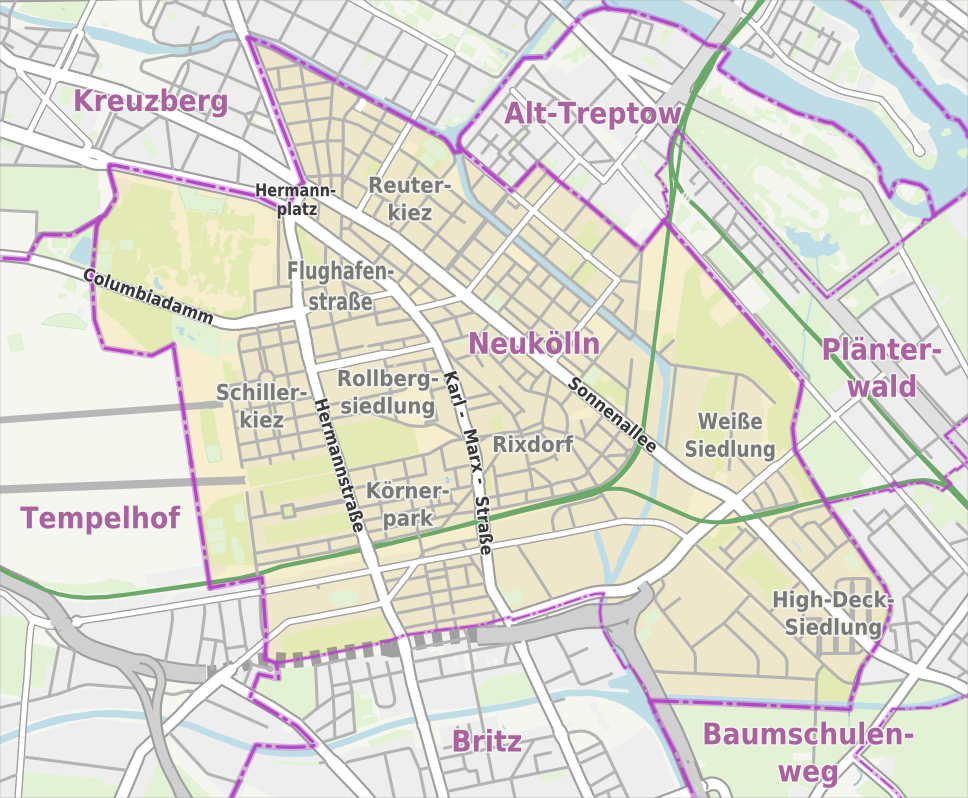
ベルリン・ノイケルン区の地図

4月26日、アポロはノイケルンの戦いで1輌のT-34をパンツァーファウストで撃破した。その後、4月29日までにアポロはベルリン「Z」地区（官庁街）において総統官邸目指して進撃する赤軍戦車を新たに5輌撃破し、ベルリンにおける敵戦車撃破記録を6輌に伸ばした（ちなみに、4月29日の時点でアポロの戦友ウジェーヌ・ヴォロ武装伍長は8輌、上官ヴィルヘルム・ヴェーバーSS中尉は8輌（もしくは13輌）の赤軍戦車を撃破した）。

### フランソワ・アポロの騎士鉄十字章
1945年4月29日、フランソワ・アポロはベルリン市街戦中に赤軍戦車6輌を撃破した功績により（おそらくベルリン官庁街防衛司令官ヴィルヘルム・モーンケSS少将によって）騎士鉄十字章受章候補に推薦され、ウジェーヌ・ヴォロ武装伍長と大隊長アンリ・フネSS義勇大尉（SS-Frw. Hstuf. Henri Fenet）と共に、第二次世界大戦で騎士鉄十字章を授与された約7,300～7,400名の軍人の中でわずか3名しかいないフランス人の1人となった。

### 1945年5月　ベルリン脱出戦
ベルリン市街戦の最終局面である1945年5月1日から2日にかけての夜、フランソワ・アポロ武装曹長は「ノルトラント」師団長グスタフ・クルケンベルクSS少将が主導するベルリン北部（北西部）方面への脱出計画に参加した。
5月2日未明、クルケンベルクと共にシュプレー川を渡った者たちは小隊規模のいくつかのグループに分かれた。ここでアポロはウジェーヌ・ヴォロ武装伍長と共にヴィルヘルム・ヴェーバーSS中尉率いるグループ（12名ほどのフランス人義勇兵、ドイツ人SS兵士とスカンディナヴィア人義勇兵から成るグループ）に加わり、2輌のティーガー重戦車と共に西を目指して進んだ。
しかし、ティーアガルテンまで辿り着いた彼らはシャルロッテンブルクへ続く道を塞ぐ赤軍の強固な抵抗に遭遇した。この戦闘でティーガー戦車2輌は敵陣の突破に成功したが、ウジェーヌ・ヴォロ武装伍長は赤軍狙撃兵に撃たれて戦死した。

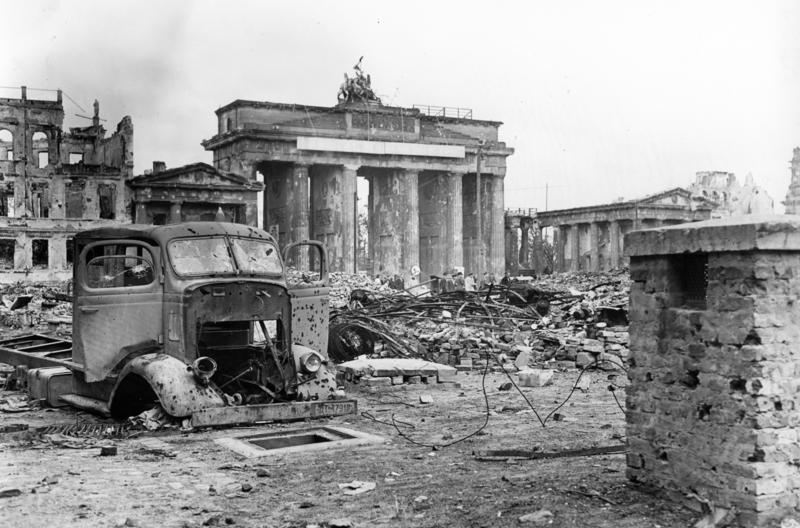
荒廃したブランデンブルク門（1945年6月撮影）

この戦闘で生き残った者たちは分散し、赤軍兵がひしめくベルリン市街からの脱出を続けた。しかし、フランソワ・アポロ武装曹長は赤軍の包囲網を突破することができず、ミッテ区・ブランデンブルク門付近の建物の地下室に身を潜めたが、後にその場に現れた赤軍の斥候に発見されて捕虜となってしまった。

## 戦後
ベルリン市街戦の最終局面（ベルリン脱出戦）で赤軍の捕虜となった武装親衛隊フランス人義勇兵フランソワ・アポロは、終戦後にひとまずソビエト連邦ウクライナ南部の都市オデッサ（Одеса / Odessa）へ身柄を送致され、その後にフランスへ送還された。

フランス共和国モルビアン県ベル・イル島（ブルターニュ半島南部の島）

フランス帰国後、アポロは（対独協力者を対象とした）裁判にかけられ、実刑判決を受けてモルビアン県ベル・イル島要塞刑務所（La forteresse de Belle-Ile）に収監された。
1947年、アポロは刑務所から釈放された。1948年8月には1人の女性と結婚し、家庭を築いた。

以後、アポロは自身の過去を秘密にして暮らし、彼の家族はフランソワ・アポロの第二次世界大戦期の経緯（敵国ナチス・ドイツの武装親衛隊にフランス人義勇兵として所属したこと）を50年以上何も知らずに過ごした（しかし、終戦から50年以上の時が経った後にアポロの息子はJean Mabireの著書を読み、武装親衛隊フランス人義勇兵フランソワ・アポロに関する話を発見した。その後、アポロは自身の過去について語った）。
今日、フランソワ・アポロはフランス共和国東部の某所で平穏に暮らしている（その後の消息は不明）。

奇妙なことに、フランソワ・アポロは第二次世界大戦当時から現在に至るまで「フランス共産党」（Parti communiste français (PCF)）の党員証を所持している。

## キャリア

### 党員・隊員番号
- フランス共産党員番号（PCF-N°）：不明
- ナチス党員番号（NSDAP-Nr.）：無し
- 親衛隊隊員番号（SS-Nr.）：無し（ 1944年9月16日、ドイツ海軍から武装親衛隊へ移籍したフランス人義勇兵。元々はドイツ領内で働いていたフランス人労働者・フランス陸軍下士官（戦時捕虜）であり、職場の上司を激怒させた罰としてドイツの軍隊へ入った人物）

### 階級

#### フランス陸軍
- 上級軍曹（Sergent-chef）

#### ドイツ海軍
不明

#### 武装親衛隊
- 1944年9月以降～1945年5月　SS所属武装曹長（Waffen-Oberscharführer der SS）

### 勲章

#### フランス陸軍
不明

#### ドイツ海軍
不明

#### 武装親衛隊
- 騎士鉄十字章（1945年4月29日）

## 文献

### 英語
- Richard Landwehr « Siegrunen » ＃74 Brookings, OR 97415, USA : Richard Landwehr, 2003.
- Richard Landwehr « French Volunteers of the Waffen-SS » United States of America : Siegrunen Publications / Merriam Press, 2006. ISBN 1-57638-275-3
- Robert Forbes « FOR EUROPE : The French Volunteers of the Waffen-SS » U.K. : Helion & Company, 2006. ISBN 1-874622-68-X
- Tony Le Tissier « SS-Charlemagne : The 33rd Waffen-Grenadier Division of the SS » Great Britain : Pen & Sword, 2010. ISBN 978-1-84884-231-1

### ドイツ語
- Ernst-Günther Krätschmer « Die Ritterkreuzträger der Waffen-SS »
  - Coburg, Deutschland : NATION EUROPA VERLAG, 2003.(第5版) ISBN 3-920677-43-9
  - Gedruckt, Österreich : Edition Zeitgeschichte, 2012.(第6版：2012年度新装改訂版) ISBN 978-3-942145-14-5 ※第5版まで記載されていたフランソワ・アポロの氏名・項目が完全に削除された改訂版
- Hans Werner Neulen　« An deutscher Seite : Internationale Freiwillige von Wehrmacht und Waffen-SS » München, deutschland : Universitas Verlag, 1985. ISBN 3-8004-1069-9
- « DER FREIWILLIGE » März 1997 Deutschland : Munin Verlag, 1997.

### フランス語
- Jean Mabire « Mourir à Berlin » réédition : Grancher, 1995. ISBN 978-2-7339-1149-5
- Georges Bernage « BERLIN 1945 - L'agonie du Reich » HEIMDAL, 2010. ISBN 978-2-84048-262-8
- Grégory Bouysse « Waffen-SS Français volume 2 » lulu, 2011. ISBN 978-1-4709-2911-4

### イタリア語
- Massimiliano Afiero « Ritterkreuz » anno 2 numero 11 - Settembre 2010

### 日本語
- アントニー・ビーヴァー（著）, Antony Beevor（原著）, 川上 洸（訳） 『ベルリン陥落 1945』（白水社、2004年） ISBN 4-560-02600-9
- 山下英一郎 『制服の帝国：ナチスＳＳの組織と軍装』（彩流社、2010年） ISBN 978-4-7791-1497-7